# Parlement (koninkrijk Frankrijk)
De parlementen en soevereine raden (Frans: parlements et conseils souverains) waren van de 13e tot de 18e eeuw hoge gerechtshoven in de Franse monarchie. Ze behandelden voornamelijk civiele en penale zaken in laatste aanleg, maar hadden ook diverse wetgevende en bestuurlijke taken. Hoewel ze hun gezag ontleenden aan de koning en bemand werden door ambtsadel, gingen ze de confrontatie aan met het vorstelijk absolutisme, om uiteindelijk in de Franse Revolutie te verdwijnen wegens onvoldoende representatief en incompatibel met de scheiding der machten.

## Geschiedenis
De koninklijke hofraad (curia regis), waarin de voornaamste vazallen de vorst adviseerden over politiek-militaire, gerechtelijke en andere zaken, begon zich in de late middeleeuwen te professionaliseren. Er groeide een taakverdeling die ertoe leidde dat zich uit de raad diverse organen met een eigen specialisatie verzelfstandigden. De instantie waaraan koning Lodewijk IX tegen het midden van de 13e eeuw de hoge rechtsbedeling toevertrouwde, was het Parlement van Parijs. Daarnaast bestonden nog andere gerechtshoven die oordeelden in laatste aanleg: een rekenkamer (Chambre des comptes), een fiscaal hof (Cour des aides) en een munthof (Cour des monnaies). 
Naarmate de statenvergaderingen en in het bijzonder de Staten-Generaal wegdeemsterden, wierpen de parlementen zich op als het voornaamste institutionele tegengewicht van de vorstelijke macht. Ze beschouwden zich als bewakers van de rechtsorde en gingen fundamentele wetten van het koninkrijk identificeren, waaraan de koninklijke wetgeving werd getoetst. Onder deze constitutionele principes waren de erfopvolging, de onschendbaarheid van het koninklijk domein en de eerbied voor eigendom. 
De hefboom om dit te realiseren was het registreren van de edicten en ordonnanties die de koning uitvaardigde (aanvankelijk nog een zeldzaamheid in een samenleving gedomineerd door ius commune, gewoonterecht en canoniek recht). Wanneer het parlement van oordeel was dat de voorgelegde wetgeving indruiste tegen het recht, weigerde het de registratie en gebruikte het zijn zogenaamde remonstrantierecht om aanpassingen voor te stellen. Zonder registratie trad de wet niet in voege. Wilde de koning toch zijn wil doordrukken, dan kon hij een “lettre de jussion” sturen, en, als die genegeerd werd, zich in persoon naar het dwarsliggende parlement begeven en de registratie bevelen in een lit de justice. 
Vanaf de 15e eeuw begonnen de Franse koningen parlementen op te richten in de provincies in een poging om de macht van het Parlement van Parijs te verminderen. Om de staatskas te spijzen breidden ze in de 16e eeuw de ambtenverkoop uit. Benoemingen in de parlementen waren op die manier te koop en de posities raakten in handen van een erfelijke ambtsadel. Deze probeerde in de 17e eeuw het fiscale beleid te beïnvloeden via de parlementaire Fronde van 1648-1653. Het vorstelijk gezag won de strijd, maar de parlementen gaven de hoop niet op en spiegelden zich aan het Engelse Lagerhuis (hoewel de Franse raadsheren in functie waren door koop of vererving, niet door verkiezing).
Onder Lodewijk XIV verloren de parlementen hun politieke invloed, maar na zijn dood herstelden ze zich. Tegen 1750 wendden ze al hun macht aan om te verhinderen dat de fiscale privileges van de adel zouden worden aangetast. Na vele jaren obstructie had Lodewijk XV er genoeg van. In 1766 drukte hij een belastinghervorming door en in 1768 ontnam zijn kanselier Maupeou de parlementen belangrijke bevoegdheden. Kort daarna trad Lodewijk XVI aan en draaide hij de hervorming-Maupeou terug. Omdat ook hij werd geconfronteerd met de limieten van een fiscale structuur die de lasten alleen op de werkende klassen legde, knoopte hij niettemin aan met het beleid dat de vrijstellingen wilde beëindigen. 
De parlementen boden meer weerstand dan ooit en profileerden zich met theatrale ballingschappen als bolwerken tegen de vorstelijke almacht. Toen de Assemblée des Notables in 1787 een pakket fiscaal-economische maatregelen van Calonne verwierp, zag Lodewijk XVI geen andere uitweg dan een Staten-Generaal bijeen te roepen. Daarin greep de derde stand de macht en ontketende de Franse Revolutie, die eerst de parlementen afschafte en daarna het koningschap. De strijd tussen adel en vorst had beiden ten gronde gericht.

## Overzicht

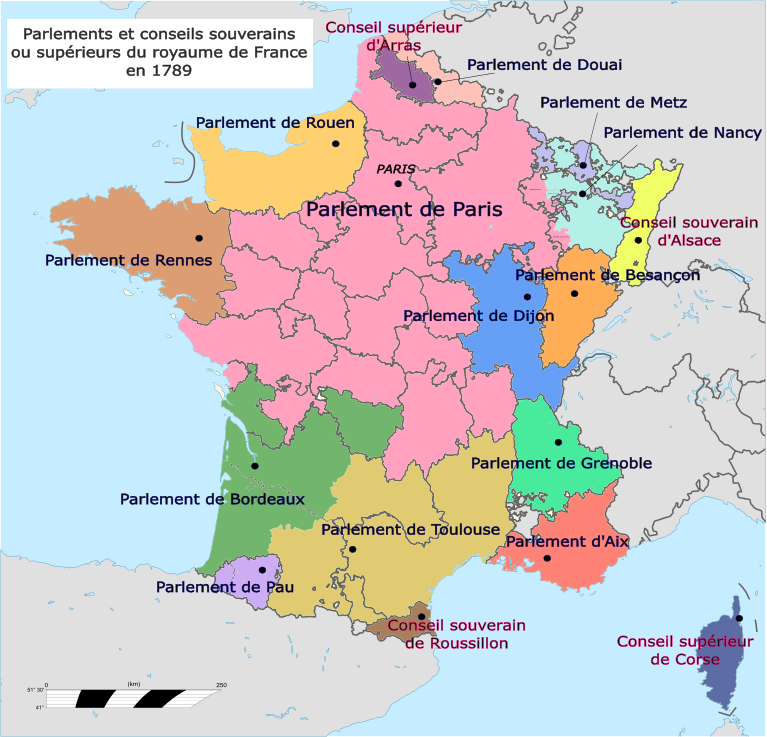
Rechtsgebieden van de parlementen aan het einde van het ancien régime

Hierna volgt een overzicht van de parlementen volgens jaar van oprichting, met opgave van hun zetel(s) en benaderend rechtsgebied. Naargelang de provincie konden de organisatie en vooral de bevoegdheden sterk verschillen.
- ~1250: Parlement van Parijs
- 1422: Parlement van Dole in het vrijgraafschap Bourgondië (opgericht door de hertogen van Bourgondië, vanaf 1676 onder Frans gezag en overgebracht naar Besançon)
- 1443: Parlement van Toulouse in de Pays d'Oc
- 1451: Parlement van Bordeaux
- 1453: Parlement van Grenoble in het graafschap Dauphiné
- 1477: Parlement van Dijon in het hertogdom Bourgondië
- 1485: Parlement van Bretagne (afwisselend gevestigd in Vannes, Rennes en Nantes)
- 1499: Parlement van Rouen in het hertogdom Normandië
- 1501: Parlement van Aix in het graafschap Provence
- 1523: Parlement van Dombes in Lyon en Trévoux
- 1620: Parlement van Pau in Navarra
- 1633: Parlement van Metz in Trois-Évêchés en grensgebieden
- 1668: Parlement de Flandre (achtereenvolgens in Doornik, Cambrai en Douai)
- 1769: Conseil supérieur de la Corse